# Франсоаз Минковска
Франсоаз Минковска-Брокман (на френски: Françoise Minkowska-Brokman) е френски психиатър от полски произход.

## Биография
Родена е на 22 януари 1882 година в Полша. Не успява да учи медицина в Полша поради преследване от режима в Царска Русия и за това заминава за Цюрих, където учи при Ойген Блойлер в Бургхьолцли. През 1909 година заминава за Казан, където получава диплома, с която може да ѝ позволят да работи в Русия. При завръщането си се омъжва за Евгени Минковски, който също е психиатър. Двамата имат син Александър Минковски, който е педиатър.
Докато учи в Цюрих се запознава с Херман Роршах, също ученик на Блойлер като нея, който възнамерява да се премести в Русия поради сватбата си с Олга Стемпелин.
През 1925 година е един от авторите на колективна публикация озаглавена „L'Évolution psychiatrique with Les troubles essentiels de la schizophrénie dans leurs rapports avec les données de psychologie et de la biologie moderne“ („Взаимовръзката между същинските шизофренни разстройства и модерната психология и биология“). През 1927 година отново публикава заедно с колеги „Le problème de la constitution examinéeà la lumière des recherches généalogiques et son rôle théorique et pratique“ („Проблемът за конституцията разгледан в светлината на генеологично изследване и неговата теоретична и практическа роля“).